# Mitochondrie
- ATP synthase ;
- espace intermembranaire mitochondrial ;
- matrice mitochondriale ;
- crêtes (cristae) ;
- ribosomes ;
- membrane mitochondriale interne ;
- membrane mitochondriale externe ;
- ADN mitochondrial.

Une mitochondrie  est un organite, possédant toutes les caractéristiques d'un organisme procaryote, entourée d'une double membrane composée chacune d'une double couche phospholipidique, et retrouvée chez la plupart des cellules eucaryotes (absente dans les érythrocytes matures et chez certains parasites). Leur diamètre varie généralement entre 0,75 et 3 µm tandis que leur forme générale et leur structure sont extrêmement variables. On en retrouve jusqu'à 2 000 par cellule, et elles sont localisées préférentiellement au niveau des zones cellulaires consommatrices d'adénosine triphosphate (ATP). Elles permettent la production d'ATP, de divers cofacteurs métaboliques (NADH, FADH2) et sont impliquées dans différents processus tels que la communication, la différenciation, l'apoptose et la régulation du cycle cellulaire. Les mitochondries sont aussi liées à certaines maladies humaines telles que des retards mentaux, des problèmes cardiaques et jouent un rôle important dans le processus de vieillissement.
Les mitochondries sont invisibles en microscopie optique lorsqu'elles ne sont pas teintées par des colorants biologiques (rhodamine 123 et vert Janus B). Leur étude détaillée fait appel au microscope électronique qui possède une bien meilleure résolution.
La théorie endosymbiotique explique la présence de mitochondries dans les cellules eucaryotes par l'incorporation ou endocytose d'une α-protéobactérie dans une cellule hôte, il y a plusieurs milliards d'années. L'ADN des mitochondries est ainsi différent de celui du noyau, et transmis généralement par la mère.
Les mitochondries sont les centrales énergétiques des cellules. Elles produisent l’énergie nécessaire au fonctionnement cellulaire sous forme d’ATP (adénosine triphosphate) grâce au processus de la respiration cellulaire. Elles jouent également un rôle dans la régulation du métabolisme cellulaire et sont impliquées dans des processus comme l’apoptose (mort cellulaire programmée).

## Étymologie
Le terme mitochondrie provient du grec ancien μίτος (mitos) qui veut dire « fil » et χόνδρος (chondros) qui signifie « granule ».

## Fonction

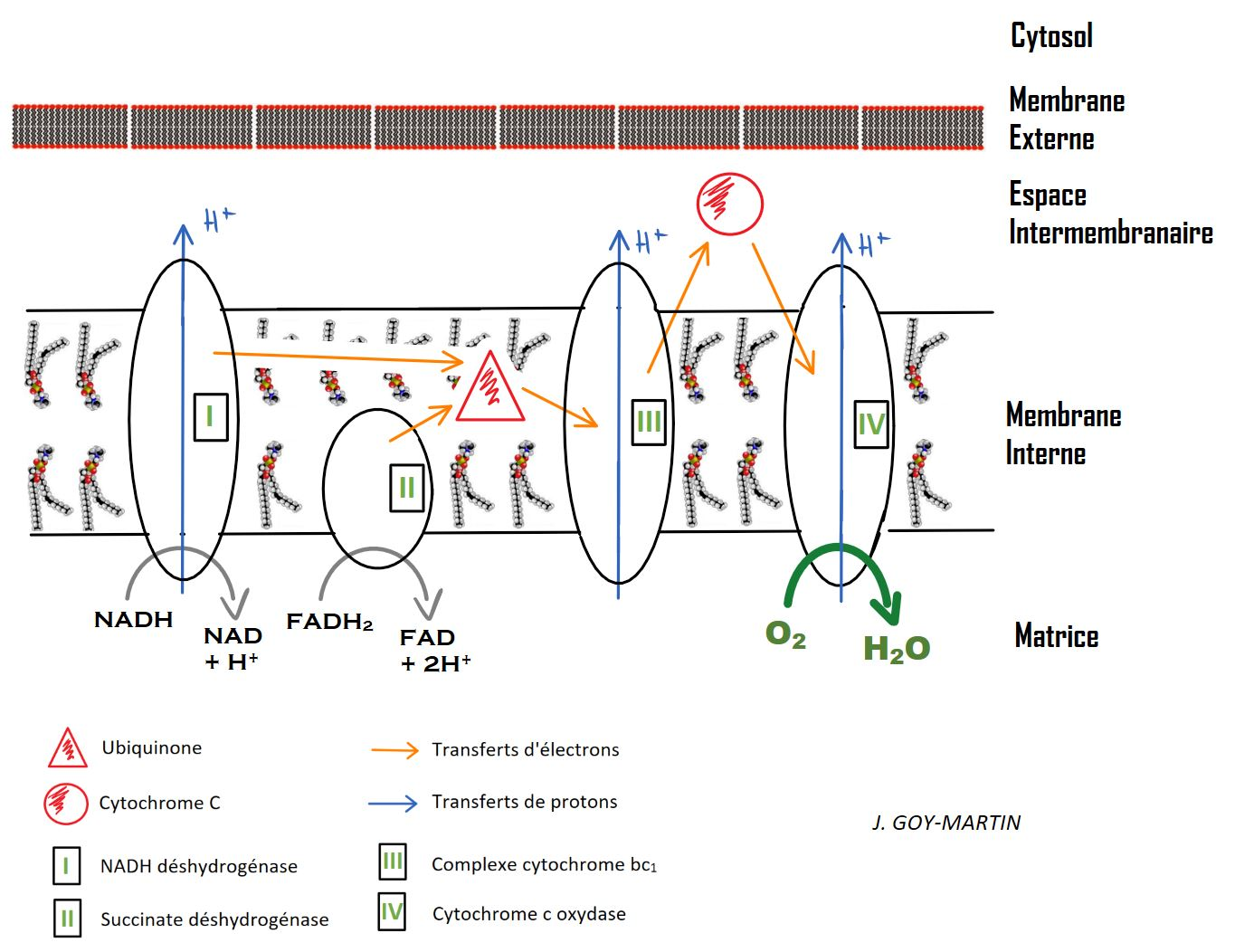
Chaîne respiratoire des mitochondries simplifiée.

Les mitochondries sont souvent décrites comme les « centrales énergétiques » des cellules, dans la mesure où elles contribuent à l'essentiel de la production d'ATP cellulaire à travers la β-oxydation, le cycle de Krebs et la chaîne respiratoire dans le cadre de la phosphorylation oxydative, l'ATP étant la molécule énergétique ubiquitaire utilisée dans un très grand nombre de réactions chimiques du métabolisme, et notamment de l'anabolisme (biosynthèses). En outre, elles effectuent leur propre biosynthèse d'acides gras (mtFASII), qui est essentielle pour la biogenèse mitochondriale et la respiration cellulaire. Outre leur rôle dans le métabolisme énergétique cellulaire, les mitochondries interviennent également dans la signalisation, la différenciation et la mort des cellules, ainsi que dans le contrôle du cycle cellulaire et de la croissance de la cellule. Ces processus influencent en retour la biogenèse des mitochondries,. Elles ont par ailleurs été associées à plusieurs maladies humaines, comme des maladies mitochondriales et diverses cardiopathies,.
Plusieurs propriétés des mitochondries en font des organites particuliers. Leur nombre par cellule varie considérablement par espèce, par tissu et par type cellulaire (l'ensemble des mitochondries est appelé le chondriome).
Ainsi, les globules rouges du sang (hématies) sont totalement dépourvus de mitochondries. Les plaquettes en contiennent très peu, tandis que les cellules du foie et les cellules musculaires peuvent en contenir plus de 2 000. Cet organite est composé de plusieurs compartiments spécialisés dans plusieurs fonctions physiologiques : la membrane mitochondriale externe, l'espace intermembranaire mitochondrial, la membrane mitochondriale interne, et la matrice mitochondriale. Les protéines mitochondriales dépendent des espèces et des tissus considérés. Chez l'humain, les mitochondries cardiaques contiennent au moins 615 types de protéines différents, tandis qu'on en a identifié 940 chez le rat ; le protéome mitochondrial est régulé de façon vraisemblablement dynamique.
Enfin, les mitochondries possèdent leur propre génome, dit génome mitochondrial, dont l'ADN présente de nombreuses analogies avec le génome des bactéries.

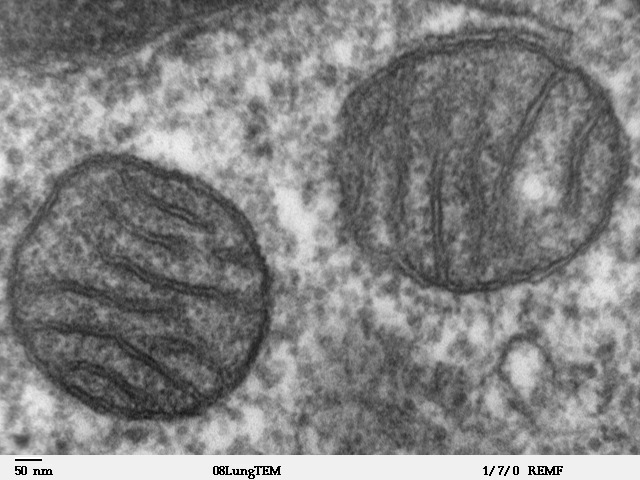
Mitochondries de poumon de mammifère observées en microscopie électronique en transmission apparaissant quasiment circulaires.

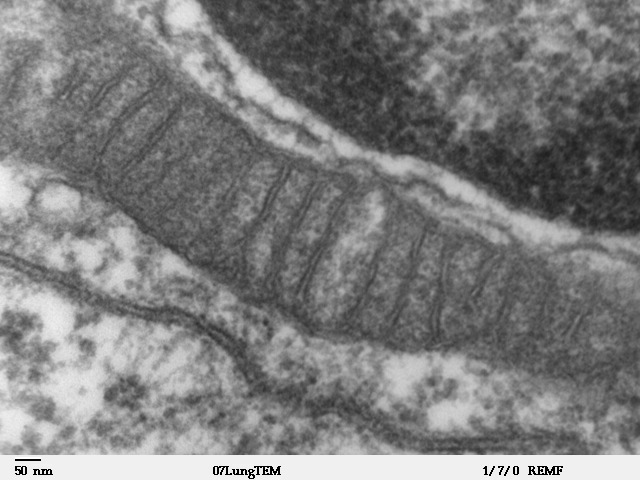
Certaines mitochondries peuvent apparaître très allongées.

## Structure

Représentation des compartiments mitochondriaux :
1 : membrane interne,
2 : membrane externe,
3 : espace intermembranaire,
4 : matrice.

On rencontre environ 300 à 2 000 mitochondries par cellule. Les mitochondries y ont un diamètre de 0,75 à 3 μm et une longueur pouvant atteindre 10 µm. Elles se composent de deux membranes, une membrane mitochondriale externe et une membrane mitochondriale interne, qui délimitent trois milieux : le milieu extra-mitochondrial (cytoplasme de la cellule), l'espace intermembranaire mitochondrial, et la matrice mitochondriale.

### Membrane externe
La membrane mitochondriale externe contient l'ensemble de l'organite et a une épaisseur d'environ 6 à 7,5 nm. Son rapport massique protéines/phospholipides est semblable à celui des membranes plasmiques des cellules d'eucaryotes, généralement voisin de 1:1.
Elle contient un grand nombre de protéines membranaires intégrales appelées porines et formant des canaux aqueux permettant aux molécules hydrophiles de moins de 5 kDa de diffuser librement à travers la bicouche lipidique : anions, cations, acides gras, nucléotides. La membrane est cependant imperméable aux ions H⁺.
Des protéines, plus massives, peuvent pénétrer dans la mitochondrie lorsqu'une séquence signal est attachée à leur extrémité N-terminale, permettant à ces protéines de se lier à une translocase de la membrane externe, laquelle assure leur transport actif à travers cette membrane.
La membrane externe contient également des enzymes impliquées dans des activités aussi diverses que la biosynthèse des acides gras (entrant notamment dans la constitution de la plupart des lipides), l'oxydation de l'adrénaline (une hormone et un neurotransmetteur) et la dégradation du tryptophane (un acide aminé protéinogène). Il s'agit notamment de la monoamine oxydase, de la NADH-cytochrome c réductase insensible à la roténone, de la kynurénine 7,8-hydroxylase et de l'acyl-CoA synthétase.
La rupture de la membrane externe permet aux protéines de l'espace intermembranaire mitochondrial de se répandre dans le cytosol, conduisant à la mort cellulaire. Parmi ces protéines, se trouve notamment le Cytochrome c.
La membrane mitochondriale externe peut s'associer à la membrane du réticulum endoplasmique en une structure désignée par l'abréviation MAM (mitochondria-associated ER-membrane). Cette structure joue un rôle important dans certaines voies de signalisation cellulaire du calcium et intervient dans le transfert de lipides entre le réticulum endoplasmique et les mitochondries.

### Espace intermembranaire
L'espace intermembranaire mitochondrial, parfois appelé espace périmitochondrial, est délimité par les membranes mitochondriales externes et internes. Dans la mesure où la membrane externe est perméable aux petites molécules, la concentration d'espèces chimiques telles que les oses et certains ions est essentiellement la même dans l'espace intermembranaire que dans le cytosol.
Du fait de l'imperméabilité de la membrane externe aux ions H⁺, l'espace intermembranaire est saturé de protons provenant des processus métaboliques ayant lieu dans la matrice. Des procaspases et des cytochromes c, impliqués dans l'apoptose, sont présents en quantité notable dans l'espace intermembranaire.
Les protéines qui portent une séquence spécifique de signalisation peuvent être transportées à travers la membrane externe, de sorte que la composition en protéines diffère dans l'espace intermembranaire par rapport à celle du cytosol.

### Membrane interne

#### Morphologie et composition
La membrane mitochondriale interne est structurée en crêtes caractéristiques de la mitochondrie, invaginations lamellaires et tubulaires dirigées vers l'intérieur de la matrice et observables en microscopie électronique ou en microscopie par hybridation in situ en fluorescence.
Elles abritent les enzymes de la chaîne respiratoire, l'ATP synthase, des perméases, et les chaînes du transport des électrons.
La morphologie des crêtes est sensiblement dépendante de la présence d'ATP synthase, laquelle assure l'approvisionnement en ATP de la cellule ; le nombre et la forme des crêtes varie selon l'activité de la mitochondrie (besoins énergétiques importants, oxydation des acides gras),.
Elle est constituée de 3/4 de protéines et 1/4 de lipides. Sa surface est jusqu'à 3 fois plus grande que celle de la membrane externe, du fait des crêtes. La membrane interne contient plus de 151 polypeptides différents, elle héberge environ 1⁄8 de toutes les protéines de la mitochondrie. De ce fait, la concentration en lipides est moindre que celle de la bicouche externe et sa perméabilité est moindre,.
La membrane interne possède notamment un phospholipide double, la cardiolipine, substituée par quatre acides gras. La cardiolipine est généralement caractéristique des membranes mitochondriales et des membranes plasmiques bactériennes. Dans le corps humain, elle est présente majoritairement dans les régions à haute activité métabolique ou à haute activité énergétique, comme les cardiomyocytes contractiles, dans le myocarde,.
D'une bicouche de composition différente, majoritairement protéique, les molécules, les ions et les complexes protéiques passent majoritairement au travers de transporteurs membranaires. Ainsi, des protéines sont transportées par les complexes translocase de la membrane interne (en) (TIM) ou par la protéine Oxa1,.

#### Fonction et métabolisme
Au contraire de la membrane externe, elle ne contient pas de porines, mais des perméases, assurant le co-transport des ions H+ et des molécules.
Ainsi, des protéines sont transportées par les complexes translocase de la membrane interne (en) (TIM) ou par la protéine Oxa1. Ainsi, le complexe TIM 23 permet l'entrée de protéines situées dans l'espace intra-membranaire dans la membrane interne et dans la matrice mitochondriale. Le complexe TIM 22 permet l'insertion des protéines dans la membrane interne et notamment des protéines à plusieurs domaines transmembranaires. Les protéines Oxa permettent la sortie de la matrice pour certaines protéines d'origine mitochondriale.
Les protéines de la membrane mitochondriale interne assurent de nombreuses fonctions physiologiques :
1. L'antiport ANT (Adenine Nucleotide Translocase), il fait passer l'ATP de la matrice vers l'espace inter-membranaire et l'ADP de l'espace inter-membranaire vers la matrice ;
2. Le transporteur pyruvate-protons. Ces deux éléments diffusent dans le même sens, il s'agit donc d'un symport ;
3. Le symport phosphate-protons ;
4. Le symport acide gras-protons ;
5. La Fo-F1 ATPase faisant passer les protons de l'espace inter-membranaire à la matrice. Ce passage permet la production d'ATP ;
6. Le transporteur UCP-1 venant s'ajouter en complément de la Fo-F1 dans les cellules de la graisse brune. UCP-1 amène les protons de l'espace inter-membranaire à la matrice tout comme la Fo-F1. Cependant le passage de protons produira de la chaleur au lieu d'ATP. En effet, l'adipocyte brun produit de la chaleur, il est surtout présent chez les animaux qui hibernent. Le nouveau-né humain en possède également, il perdra ces cellules avec la croissance. Finalement, à l’age adulte, il ne restera que quelques adipocytes bruns au niveau cervical ;

- réactions d'oxydoréduction de la phosphorylation oxydative ;
- production d'ATP à partir d'ADP par l'ATP synthase ;
- transporteurs membranaires assurant et régulant la circulation des métabolites de et vers la matrice mitochondriale ;
- système d'importation des protéines ;
- dynamique mitochondriale : fusion (en) et fission des mitochondries (en), l'équilibre entre ces deux processus étant probablement un déterminant majeur du nombre de mitochondries, de leur longueur et de l'importance de leurs interconnexions[32].

### Matrice
La matrice mitochondriale est l'espace inclus dans la membrane mitochondriale interne. Elle renferme environ les deux tiers du total des protéines de la mitochondrie. Elle joue un rôle déterminant dans la production d'ATP avec l'aide de l'ATP synthase incluse dans la membrane interne. Elle contient un mélange très concentré de centaines d'enzymes différentes (principalement impliquées dans la dégradation des acides gras et du pyruvate), de ribosomes spécifiques aux mitochondries, d'ARN de transfert et plusieurs copies de l'ADN du génome mitochondrial.
C'est également dans la matrice que se déroule la synthèse mitochondriale des acides gras, essentielle à la respiration cellulaire et à la biogenèse mitochondriale. Le produit final le plus connu de la mtFASII est l'octanoyl-ACP (C8), qui constitue également le substrat de départ de la biosynthèse de l'acide lipoïque. Par l'intermédiaire du cofacteur acide lipoïque, la mtFASII agit sur des complexes enzymatiques importants du métabolisme énergétique, tels que le complexe pyruvate déshydrogénase, le complexe α-cétoglutarate déshydrogénase, le complexe 3-méthyl-2-oxobutanoate déshydrogénase et le système de clivage de la glycine (GCS). En outre, d'autres acides gras produits par les mtFASII jouent un rôle dans la traduction mitochondriale, la biogenèse des clusters fer-soufre et l'assemblage des complexes de phosphorylation oxydative. De plus, les mtFASII et l'ACP acylée régulent les niveaux mitochondriaux d'acétyl-CoA.
Les mitochondries possèdent leur propre génome ainsi que l'équipement enzymatique nécessaire pour réaliser leur propre biosynthèse des protéines. La séquence du génome mitochondrial humain se compose de 16 569 paires de bases encodant 37 gènes : 22 ARN de transfert, 2 ARN ribosomique et 13 polypeptides. Les 13 peptides mitochondriaux humains sont intégrées à la membrane mitochondriale interne avec des protéines encodées par des gènes situés dans le noyau de la cellule.

## Origine

Schéma d'une cellule animale type. Organites :
1. Nucléole ;
2. Noyau ;
3. Ribosomes ;
4. Vésicule ;
5. Réticulum endoplasmique rugueux (ou granuleux) (REG) ;
6. Appareil de Golgi ;
7. Cytosquelette ;
8. Réticulum endoplasmique lisse ;
9. Mitochondries ;
10. Vacuole ;
11. Cytosol ;
12. Lysosome ;
13. Centrosome (constitué de deux centrioles) ;
14. Membrane plasmique.

Le fait que la mitochondrie possède son ADN propre, comme les chloroplastes, indique une origine exogène. Les études moléculaires montrent que les mitochondries proviennent de l'endosymbiose, il y a environ 2 milliards d'années, d'une α-protéobactérie de l'ordre des Rickettsiales, où l'on trouve de nombreux parasites intracellulaires obligatoires comme les genres Rickettsia (dont le groupe typhus) et Wolbachia (qui infecte des arthropodes et des nématodes). La théorie endosymbiotique de l'origine des mitochondries a été développée et argumentée par Lynn Margulis dès 1966, puis elle a été appuyée par la découverte de l'ADN spécifique des mitochondries en 1980. Il semble qu'au cours de l'évolution l'ADN originel de la bactérie ait subi diverses évolutions, perdu un grand nombre de gènes, parfois transférés dans l'ADN de la cellule hôte. Parallèlement à ce report de la synthèse de certaines protéines vers l'hôte, ce dernier a développé un arsenal de translocases, enzymes permettant le transfert de ces protéines vers la matrice mitochondriale.
Les scientifiques ont émis cette hypothèse car :
- la membrane interne mitochondriale ressemble beaucoup à la membrane des bactéries. En effet, celles-ci sont constituées d'un phospholipide particulier : la cardiolipine tout comme chez la mitochondrie.
- les ribosomes des mitochondries (mitoribosomes) ressemblent beaucoup aux ribosomes des bactéries. Dans les deux cas, ils sont petits et vulnérables aux antibiotiques.
- la membrane externe mitochondriale ressemble beaucoup à la membrane d'une cellule eucaryote. Elle correspondrait à la membrane de la cellule qui a assimilé la bactérie il y a 1,5 milliard d'années.

Une étude suggère qu'une symbiose entre Asgardarchaeota, hétérotrophes et rejetant de l'hydrogène ainsi que d'autres composés réduits, et α-protéobactéries spécialisées dans le métabolisme de l'hydrogène aurait précédée l'endosymbiose.

## Génome mitochondrial
Selon la théorie endosymbiotique, les mitochondries possèderaient une origine monophylétique unique. Une cellule de procaryote primitive aurait intégré un endosymbiote il y a environ 1,5 à 2 milliards d’années, lorsque l’atmosphère primitive s’est enrichie en oxygène,. Les études phylogénétiques indiquent que cet endosymbiote est apparenté aux alphaprotéobactéries, le plus proche parent de la mitochondrie connu actuellement étant Rickettsia prowazekii, un parasite intracellulaire obligatoire (c'est-à-dire une bactérie ne pouvant survivre, se développer et se reproduire qu'à l'intérieur des cellules de son hôte, en utilisant les ressources de ces dernières). Au cours de l’évolution, la majorité des gènes de l’endosymbiote originel auraient été perdus ou bien transférés vers le noyau de la cellule d'eucaryote hôte,. En effet, les nombreux pseudogènes mitochondriaux présents dans le génome attestent d’un processus de transfert tout au long de l’évolution,.
Le matériel génétique (ADN mitochondrial) de la mitochondrie (qui est la seule partie des cellules animales à posséder son propre ADN, en plus du noyau) est souvent utilisé dans les recherches phylogénétiques. Le génome mitochondrial (ADNmt) humain est circulaire, ne possède pas d'introns, et est composé de 16 569 paires de bases (génome de petite taille), dont 13 cistrons codant des ARN messagers, 22 gènes codant des ARN de transfert, et 2 gènes codant des ARN ribosomiques.
Le génome mitochondrial peut être très différent d'une espèce à l'autre, il est extrêmement dynamique, et est souvent hétéroplasmique, c'est-à-dire que différentes formes coexistent au sein de la même cellule. Il peut être trouvé sous forme circulaire ou linéaire, double ou simple brin. Ce génome présente 5 à 10 copies dans la mitochondrie. Ces différentes formes sont, entre autres, les produits de la réplication du génome mitochondrial par un mécanisme de cercle roulant, mais aussi d'un mécanisme de réplication recombinaison-dépendant, similaire à la réplication du phage T4. Les génomes mitochondriaux sont habituellement représentés sous forme circulaire, le « cercle maître » qui correspond à la molécule décrivant le mieux le génome.
Les ribosomes mitochondriaux ou mitoribosomes sont différents des ribosomes de la cellule : ils sont plus petits (70S au lieu de 80S).
Le code génétique employé pour la synthèse des protéines peut être différent de celui utilisé dans les synthèses cytosoliques. Chez les vertébrés, 4 codons sur 64 ont une signification différente, dont le codon UGA qui est transcrit, dans le cytosol, en codon stop mais est transcrit, dans la matrice UGA, en tryptophane (Trp/W), AGG et AGA codant un codon STOP au lieu d'une arginine (Arg/R) et AUA codant la méthionine (Met/M) au lieu de l'isoleucine (Ile/I). L'ADN mitochondrial peut aussi se répliquer.
Chez les animaux, lors de la reproduction sexuée, les mitochondries du spermatozoïde pourraient passer dans l'ovocyte, mais le nombre de mitochondries ainsi transférées reste très faible en comparaison de celles déjà présentes dans l'ovocyte. Les mitochondries du spermatozoïde restent localisées sur le flagelle qui sera détruit par autophagie lorsque le spermatozoïde sera dans l'ovocyte. Autrement dit, la quasi-totalité des mitochondries de la cellule-œuf provient du gamète femelle. L'étude de l'ADN mitochondrial humain permet donc de retracer les relations généalogiques entre les individus seulement selon la voie maternelle. Certaines études ont ainsi pu décrire un génome mitochondrial ancestral duquel descendraient tous les génomes mitochondriaux de l'humanité. L'individu femelle supposé qui portait ce génome a été dénommé Ève mitochondriale.
Ce terme biblique reste toutefois trompeur, il est en effet très peu probable que l'humanité ait un unique ancêtre féminin et de récentes études, prouvant le transfert de mitochondries provenant des spermatozoïdes lors de la fécondation, remettent en cause cette théorie,.
Le code génétique de la mitochondrie est différent de celui du noyau. En effet, le codon AUA code une isoleucine dans le noyau et une méthionine dans la mitochondrie. Le codon UGA est un codon stop (qui arrête la traduction) mais code du tryptophane dans la mitochondrie.
Chez les plantes vertes, l'ADN mitochondrial est bien plus grand et de taille très variable, il code une soixantaine de protéines connues, même si, chez les plantes comme chez les animaux, la vaste majorité des protéines mitochondriales est codée dans le génome nucléaire. Le génome mitochondrial ainsi que le génome chloroplastique contiennent des introns de type II (group-II introns). Les introns de type-II possèdent une origine évolutive commune avec le splicéosome. Ces introns de type-II possèdent une séquence qui a dégénéré au cours de l’évolution et beaucoup ont perdu la faculté de s'auto-épisser de manière indépendante. Ils ont besoin de facteurs codés dans le noyau pour être épissés et parfois également de facteurs codés à l’intérieur de ces organites (appelés les maturases).

## Protéome mitochondrial
Le protéome mitochondrial est l'ensemble des protéines présentes dans les mitochondries d'une cellule eucaryote à un moment donné. Le protéome est un ensemble dynamique défini dans le temps (moment considéré : stade de développement, matin ou soir) et dans l'espace (échantillon considéré : cellule, tissu, organisme). Pour décrire l'ensemble des protéines pouvant être présentes dans une mitochondrie à un moment quelconque de la vie de l'organisme, on utilisera le terme de protéome total.
Le protéome mitochondrial est composé de protéines produites dans les mitochondries et codées dans le génome mitochondrial, et de protéines produites dans le cytoplasme et codées dans le génome nucléaire. La plupart des complexes enzymatiques (exemple : ATP-synthase) sont formés par la juxtaposition de polypeptides synthétisés dans la mitochondrie et dans le cytosol (le fluide interne de la cellule).
Bien que les mitochondries soient les descendantes de bactéries, les protéines de leur protéome ne sont pas toutes d'origine bactérienne. Ainsi, chez la levure 50 à 60 % des protéines mitochondriales ont des homologues chez les procaryotes alors que 40 à 50 % n’en ont pas.
Il est intéressant de noter que c'est grâce à des associations des protéines de kinésine et de dynéine à des microtubules que la mitochondrie est capable de mouvement.

### Protéines mitochondriales codées par le génome mitochondrial
Suivant les organismes 1 à 10 % des protéines mitochondriales sont directement synthétisées dans la matrice par les mitoribosomes, à partir de l'ADN mitochondrial.

### Protéines mitochondriales codées par le génome nucléaire
Les protéines mitochondriales possédant un homologue procaryote résultent probablement du transfert des gènes de l’endosymbiote vers le nucléaire tandis que les protéines non homologues à des protéines procaryotes résultent d’un phénomène « d’enrichissement » du protéome mitochondrial par de nouvelles protéines et donc de nouvelles fonctions.
Les protéines mitochondriales codées par le génome nucléaire (ou protéines mitochondriales nucléaires) sont importées à l'intérieur de la matrice mitochondriale par différents mécanismes possibles :
- des complexes d'importation (3 sur la membrane interne, 2 sur la membrane externe) ;  TOM (Transporter Outer Membrane) est le complexe d'importation situé sur la membrane externe et TIM (Transporter Inner Membrane) est le complexe d'importation situé sur la membrane interne ;
- un peptide signal (environ 15 à 30 acides aminés) de la protéine qui permet sa reconnaissance et son importation dans la mitochondrie[47],[48] ; il existe des signal-peptidase qui clivent certains peptides signaux, particulièrement ceux situés sur le côté N-terminal ;
- grâce à un apport énergétique.

La différence de potentiel de part et d'autre de la membrane peut provoquer le passage des protéines dans la matrice.

### Chez l'humain
La taille du protéome mitochondrial humain est estimée à plus d’un millier de protéines, dont environ 1 % codées par le génome mitochondrial (13 protéines), dont actuellement la moitié est identifiée,. Seules 13 protéines sont codées par l’ADN mitochondrial, vestige du génome de l’endosymbionte. Toutes les autres protéines sont codées par le génome nucléaire.

## Fonctionnement
Elle est considérée comme la « centrale énergétique » de la cellule, car c'est là que se déroulent les dernières étapes du cycle respiratoire qui convertit l'énergie des molécules organiques issues de la digestion (glucose) en énergie directement utilisable par la cellule (l'ATP). En cas d'absence d'oxygène la cellule utilise la fermentation dans le cytoplasme pour produire l'énergie nécessaire à son fonctionnement, mais c'est un système bien moins efficace, qui dégrade le substrat de façon incomplète. L'augmentation de la concentration en ions H+ dans les cellules musculaires est une des raisons de la fatigue après une activité intense. En effet, ces ions H+ changent le pH intracellulaire et modifient de fait les conditions de fonctionnement enzymatiques de la cellule qui ne peut plus travailler correctement.
C'est dans la mitochondrie que se déroulent les deux dernières phases de la respiration cellulaire : le cycle de Krebs (dans la matrice) et la chaîne de transport d'électrons (au niveau de la membrane interne). En effet, la production d'ATP comporte 3 principales étapes :
1. La glycolyse est la première étape. Elle se déroule dans le cytoplasme cellulaire.
2. La deuxième étape est la production d'Acétyl-CoA dans la mitochondrie.
3. La troisième et dernière étape est la phosphorylation oxydative.

Au cours de ces 3 étapes, via le cycle de Krebs (donc en condition d'aérobiose), la mitochondrie permet, à partir d'une molécule de glucose, la production théorique de 36 ou 38 molécules d'ATP (cela dépend de la navette utilisée pour transporter le NAD de la glycolyse) — en pratique, le rendement est un peu moins élevé, voisin d'une trentaine de molécules d'ATP par molécule de glucose oxydée, certaines études donnant la valeur de 29,85 ATP/glucose.
L'Acétyl-CoA peut aussi être obtenues par transformation de l'acétoacétyl-CoA issu de la transformation de corps cétoniques produits par le foie à partir d'acides gras (jeûne, régime cétonique). Dans le cas du cerveau, cette filière d'apport énergétique présente l'avantage de passer la barrière hémato-encéphalique sans adjuvant (insuline ou protéines spécifiques) pouvant la modifier à terme et pourrait éviter des mécanismes d'inflammations consécutifs à la mauvaise qualité de l'alimentation. De plus, l'apport en énergie est plus rapide et plus efficace (meilleur disponibilité, pas de glycolyse).
Les mitochondries participent à l'apoptose (mort cellulaire) avec le cytochrome c. De plus, elles ont aussi une fonction de concentration et de stockage des ions calcium, sodium et potassium où ils sont stockés sous forme de granules opaques. On trouve également de l'or, du fer et de l'osmium.

## Température
Les résultats d'une étude de chercheurs de l'INSERM publiée en 2018, suggèrent que les mitochondries peuvent approcher une température de 50 °C, soit au moins 10 °C de plus que la température de l'organisme, ce qui pourrait ouvrir des pistes prometteuses pour lutter contre certaines maladies. Cependant, les hétérogénéités de température à l'intérieur de la cellule sont habituellement considérées comme impossibles, de précédentes études ayant suggéré un écart de température entre la cellule et les mitochondries d’à peine un millième de degré. Une lecture critique de l'étude de l'INSERM suggère que l'existence d'une différence de température de 10 °C à travers quelques microns entrainerait une consommation d'énergie déraisonnable pour la cellule. Enfin, ces résultats controversés pourraient être dus à une mauvaise interprétation de la sonde moléculaire fluorescente dont le degré de fluorescence dépend de la température mais aussi d'un mouvement.

## Poisons mitochondriaux
| Cibles des poisons                  | Poisons                                        |
| ----------------------------------- | ---------------------------------------------- |
| Complexe I                          | roténone, barbituriques, dérivés mercuriels    |
| Complexe II                         | malonate (acide malonique), SDHI (pesticide)   |
| Complexe III                        | antimycine, strobilurine (pesticide)           |
| Complexe IV                         | monoxyde d'azote, cyanure, monoxyde de carbone |
| Complexe V (F0/F1ATPase)            | oligomycine, aurovertine                       |
| Échangeur ATP/ADP                   | atractyloside, acide bongkrékique (en)         |
| Perméabilité de la membrane interne | dinitrophénol, valinomycine                    |

Dans l'agriculture, la mitochondrie est la cible préférée des pesticides, la roténone tout d'abord, utilisée puis interdite car elle est reliée à la maladie de Parkinson. Actuellement ce sont les SDHI, des inhibiteurs de la succinate déshydrogénase qui sont très utilisés dans le but d'éliminer les moisissures.
Certains poisons ont pour rôle non pas d'empêcher les différents complexes de fonctionner, c'est-à-dire que les transferts d'électron de la chaîne respiratoire sont effectués mais ces protéines, les découplants ou UCP vont court-circuiter le complexe V (ATP synthase) en créant un canal à travers la membrane interne. Ce pore permet aux protons de passer de l'espace intermembranaire vers la matrice dans le sens de leur gradient, ce qui se traduit par un dégagement de chaleur mais aucune production d'ATP. On peut citer ici l'exemple du dinitrophénol.

## Maladies mitochondriales
Les mitochondries, dès le stade fœtal ont rôle essentiel (notamment pour le métabolisme intermédiaire, le développement neurologique périnatal, l'immunité, la bioénergétique, le métabolisme des neurotransmetteurs). Tout dysfonctionnement mitochondrial (DM) peut donc avoir des effets délétères pouvant notamment induire des maladies neurologiques  (ou y contribuer) ou pouvant aggraver les conséquences et la morbidité d'autres anomalies (autisme ou schizophrénie par exemple).
En outre, au cours de la vie, l’accumulation de dommages mitochondriaux contribue au vieillissement et aux maladies neurodégénératives.
- myopathies ;
- maladies neurodégénératives ;
- ataxie de Friedreich : maladie touchant la frataxine (Protéine mitochondriale contribuant à l'imperméabilité des membranes au fer) ;
- neuropathie optique de Leber ;
- atrophie optique type I (maladie de Kjer) ;
- hypotonie musculaire ;
- leucodystrophie ;
- microcéphalie ;
- paraplégie spastique ;
- leucoencéphalophatie
- ataxie
- MERRF, MELAS, Kearns-Sayre ;
- encéphalophatie, Leigh ;
- hypothyroïdie ;
- insuffisance hépatocellulaire, Alpers ;
- neuropathie périphérique ;
- retard de croissance ;
- diabète, insuffisance pancréatique ;
- cardiomyopathie hypertrophique ;
- stéatose hépatique ;
- paragangliomes ;
- surdité neurosensorielle ;
- déficit en hormone de croissance ;
- anémie sidéroblastique, syndrome de Pearson ;
- trichothiodystrophie[63].
- maladie de Charcot-Marie-Tooth
- chondrosarcome
- cancer colorectal
- glioblastome
- phéochromocytomes
- cancers du rein
- syndrome de Cowden
- leucémie myéloide sévère[64]
- autisme ? (ou forme plus "sévère" de l'autisme dans certains cas d'anomalie de l'ADN mitochondrial)[62]
- schizophrénie ? (ou forme plus "sévère" de schizophrénie dans certains cas d'anomalie de l'ADN mitochondrial)[62].

## Historique

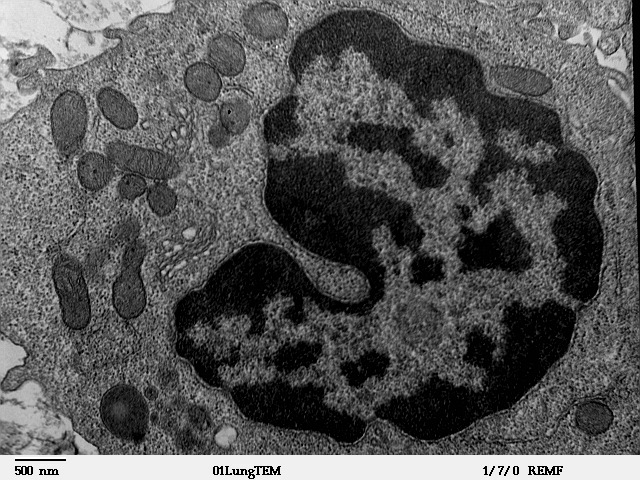
Mitochondries dans un macrophage.

En 1857, Kölliker décrit les aspects de la mitochondrie dans le muscle. En 1890, Altmann décrit une technique de coloration des mitochondries qu'il appelle bioblastes et postule leur autonomie métabolique et génétique. Mais c’est le microbiologiste et endocrinologue Carl Benda qui, reprenant ces observations sur des préparations colorées au cristal violet, propose en 1898 d’appeler ces structures mitochondria.
En 1937, un scientifique allemand, Hans Adolf Krebs, élabore un modèle de voie métabolique connu sous le nom de cycle de Krebs qui se déroule, chez les eucaryotes, dans les mitochondries. En 1940-1943, Claude isole les mitochondries dans des cellules du foie. En 1948-1950, Kennedy et Lehninger (en) montrent que le cycle de Krebs, la β-oxydation et la phosphorylation oxydative ont tous lieu dans les mitochondries. En 1978, Peter Mitchell obtient le prix Nobel pour sa théorie chimiosmotique. En 1981, Anderson et son équipe découvrent la structure génétique de l’ADN mitochondrial humain. Finalement, Boyer et Walker obtiennent également le prix Nobel pour leurs études sur la structure et le fonctionnement de l'ATP synthase.
En 2016, on ne connaissait qu'un seul eucaryote ayant perdu toutes ses mitochondries : Monocercomonoides (en) sp. PA203.

## Mobilité des mitochondries dans les cellules
Le réseau de microtubules permet aux mitochondries de se déplacer rapidement là où la cellule a besoin d'énergie. Dans la cellule du tissu musculaire strié squelettique, elles seront disposées près du matériel contractile.
Les mitochondries sont cependant immobiles dans le spermatozoïde car elles sont disposées autour de l'axonème (structure qui compose le flagelle).
Elles le sont également dans les cardiomyocytes et lorsque la cellule est en mitose.

## Mobilité des mitochondries en dehors des cellules
En 2020, Alain Thierry, directeur de Recherche Inserm à l’Institut de recherche en cancérologie de Montpellier publie dans la revue scientifique FASEBW les résultats de ses recherches concernant la découverte de mitochondries extracellulaires.
Pendant sept ans, il a analysé avec son équipe une centaine d'échantillons de plasma sanguin, dans laquelle ils ont détecté des mitochondries libres.
Cette découverte permet d'envisager de nouvelles pistes thérapeutiques concernant les diagnostics et les réponses immunitaires du corps. Une nouvelle hypothèse sur la communication entre les cellules est aussi envisagée grâce à cette découverte.